# Кносский лабиринт

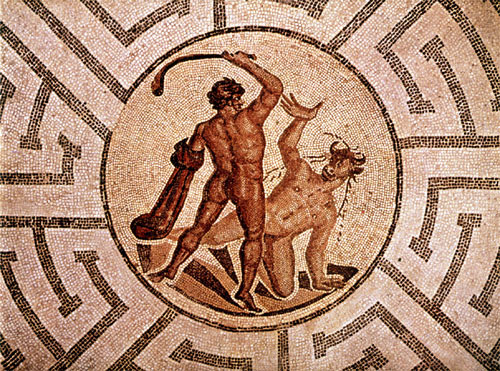
Римская мозаика, изображающая Тесея и Минотавра в центре лабиринта. Реция, Швейцария.

Кносский лабиринт (др.-греч. Λαβύρινθος) — в древнегреческой мифологии сложное сооружение со множеством запутанных переходов, спроектированное легендарным изобретателем и инженером Дедалом на острове Крит.
Согласно афинской мифологии лабиринт в Кноссе был построен Дедалом для царя Миноса. Он был так хитро построен, что сам его создатель едва смог сбежать оттуда. В лабиринте заключили чудовище-людоеда Минотавра, на съедение которому афиняне должны были отправлять семь юношей и семь девушек ежегодно. Предназначение лабиринта состояло в том, чтобы удерживать чудовище и не дать ему выбраться наружу. Позднее на остров в числе юношей для Минотавра прибыл герой Тесей. Его полюбила Ариадна, дочь Миноса, и, чтобы помочь выбраться из Лабиринта, дала ему с собой клубок ниток. Тесей привязал конец нити к двери у входа в лабиринт и, убив Минотавра, благополучно выбрался из запутанных ходов. В кносской мифологии центральную роль занимает не победа героя Тесея над Минотавром, а критские мотивы: условное изображение лабиринта и сам Минотавр — атлетически сложенный мужчина с бычьей головой. Главным божеством Крита был бык, а среди минойских сюжетов не было ни Миноса, ни Ариадны, ни Тесея. Существуют также теории, что Лабиринт был построен Дедалом задолго до жизни царя Миноса по подобию египетского лабиринта.
На критских монетах в течение длительного времени, от архаики до позднего эллинизма, встречаются изображения, отсылающие к афинскому мифу. Хотя на ранних Критских монетах демонстрируются ветвящиеся ходы под стать их литературному описанию, изображение Лабиринта упростилось до ставшего классическим критским, без тупиков и разветвлений. Такой вид изображения стал широко применяться для иллюстрирования Лабиринта ещё в 430 годах до н. э.
Вероятно, прототипом для легендарного лабиринта стал Кносский дворец, который считался таким же вымыслом, что и лабиринт, вплоть до самого конца XIX века, когда он был обнаружен сначала Миносом Калокериносом, а затем Артуром Эвансом. Сложный комплекс жилых и хозяйственных помещений Кносского дворца напоминает лабиринт, пещерный, подземно-наземный, состоящий из нескольких этажей.

## Галерея

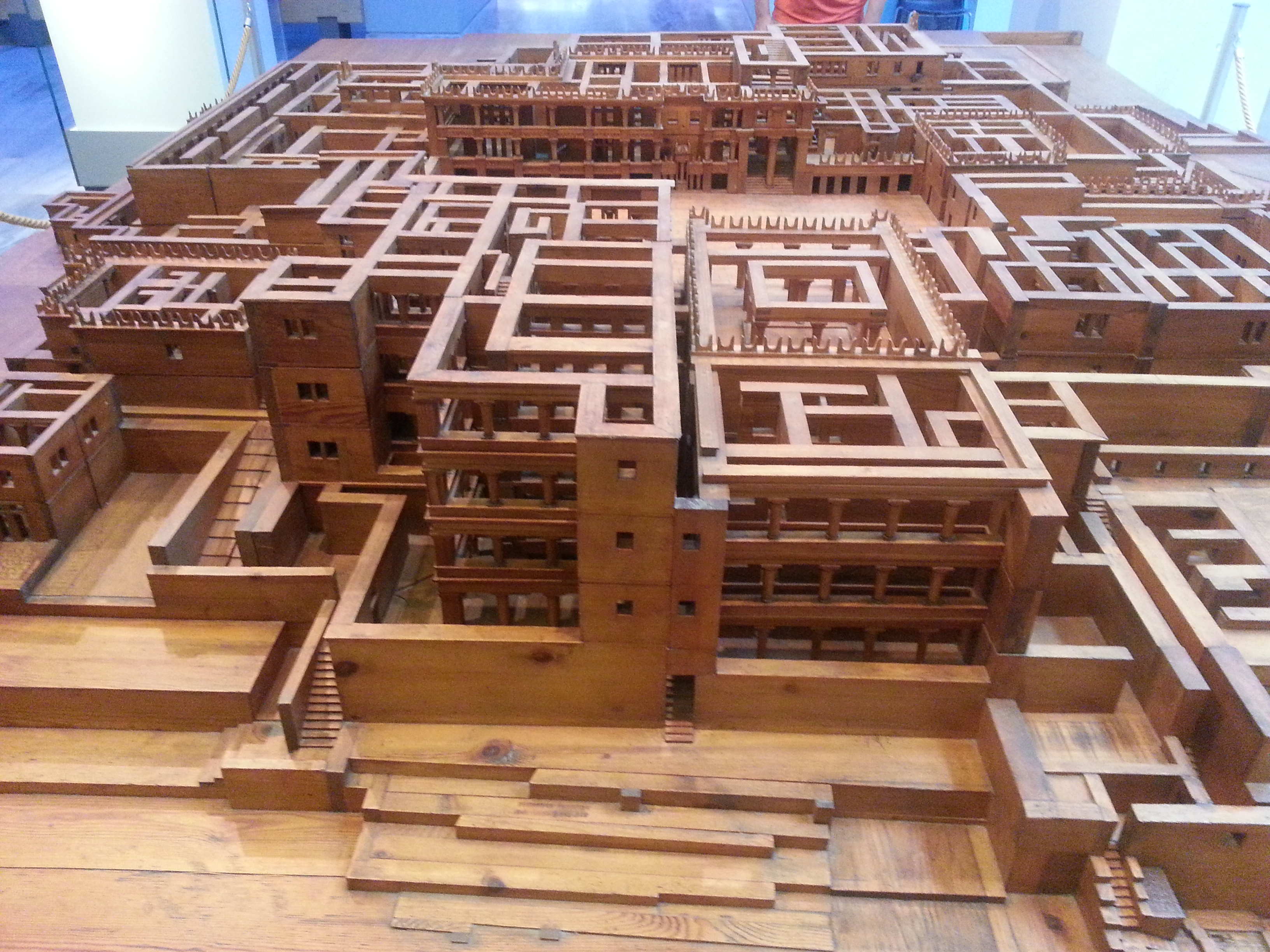
Деревянная модель Кносского дворца в Археологическом музее  Ираклиона
Классический, или критский — упрощённое изображение лабиринта, используемое на монетах
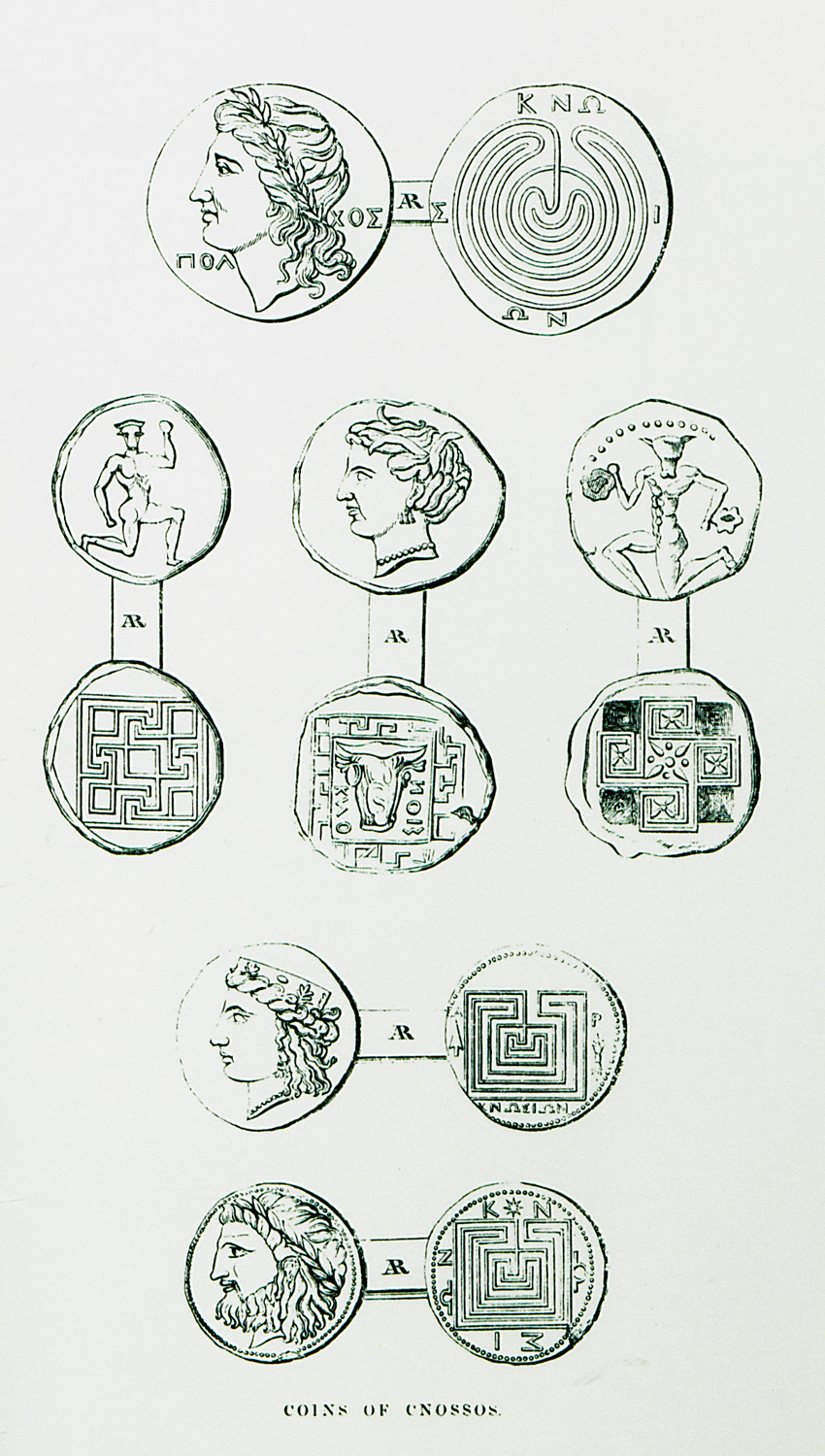
Иллюстрации монет из книги Роберта Пэшли «Travels in Crete»
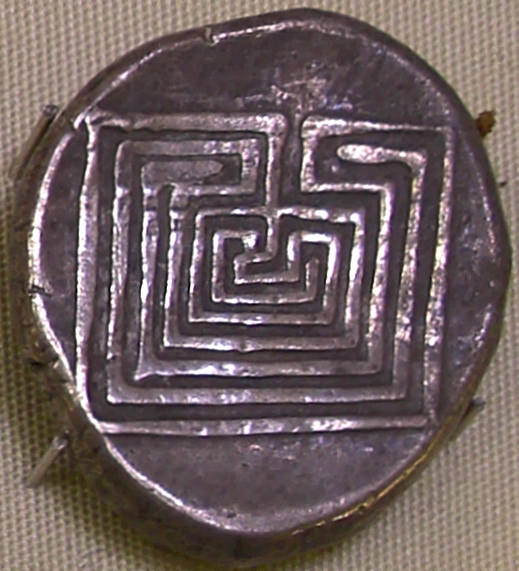
Серебряная монета с изображением лабиринта из Кносса
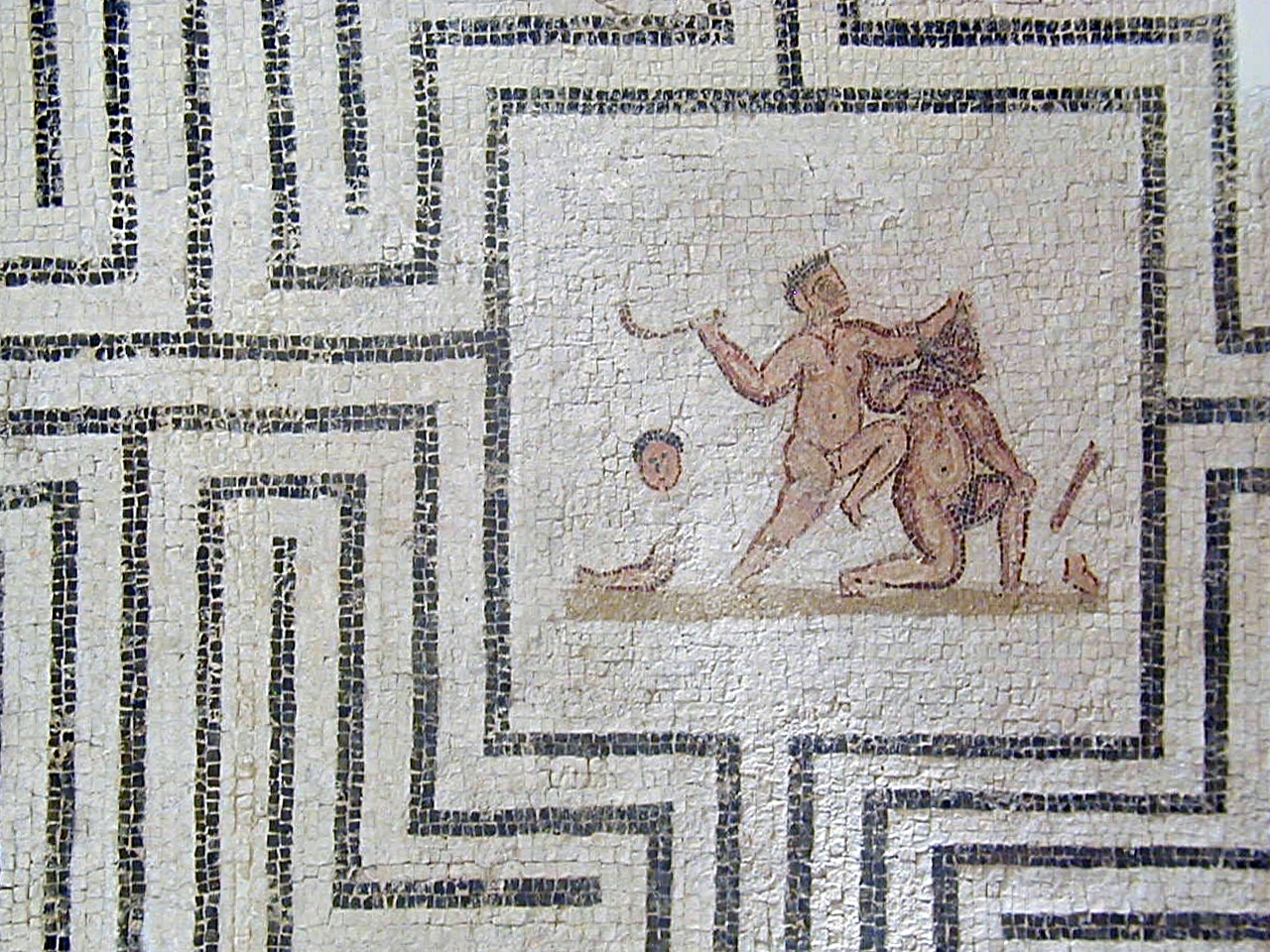
Тесей убивает Минотавра в центре лабиринта, мозаика
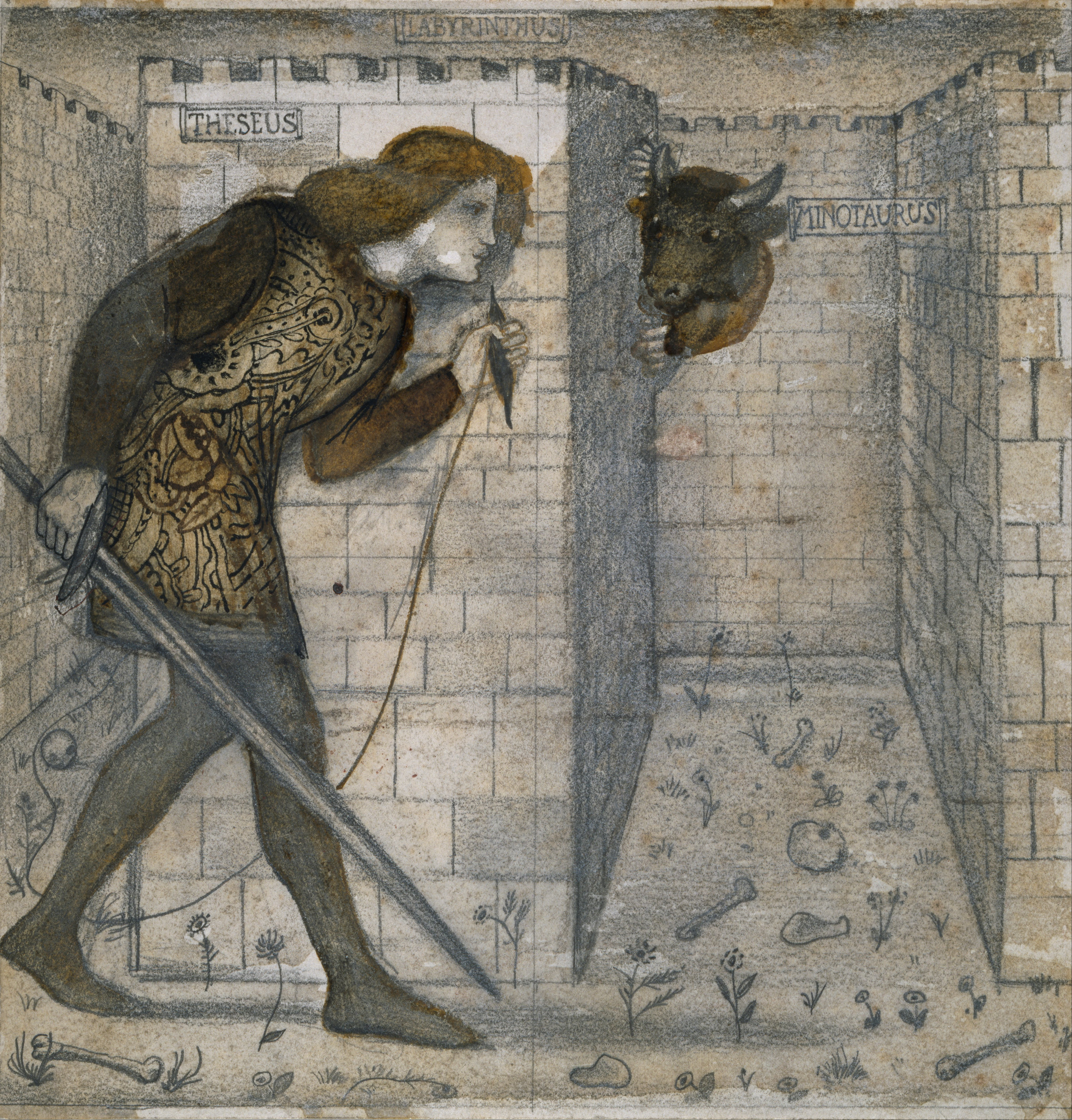
Тесей и Минотавр в лабиринте